# ماريا أليخاندرا دياز
ماريا أليخاندرا دياز هي سياسية من فنزويلا. عملت كعضو في الجمعية الوطنية التأسيسية لفنزويلا لعام 2017.
تخرجت في جامعة سانتا ماريا (فنزويلا) عام 1989.
أثارت جدلاً من خلال ادعاءات لا تدعمها العلوم الطبية بأنها وجدت علاجًا لـ كوفيد 19.